# Kurt Ehrle
Pour les articles homonymes, voir Ehrle.
Kurt Ehrle (né le 26 mai 1884 à Reichenhofen, mort le 17 avril 1967 à Sarrebruck) est un acteur allemand.

## Biographie
Il commence sa carrière artistique en 1902 au théâtre de Krefeld. En 1917, il reçoit ses premiers engagements dans des films muets à Metz et Königsberg. Il est ensuite de la troupe du théâtre de Darmstadt, du Königlichen Schauspielhaus de Berlin et du Volkstheater de Vienne ; en parallèle, il tient une carrière au cinéma. Après 1933, il fait des tournées plus longues à travers la Suisse puis après 1945, nombreuses apparitions à Berlin et à Munich. En 1953, il devient metteur en scène et acteur au théâtre de Sarrebruck.

## Filmographie
- 1918 : Auf Probe gestellt
- 1918 : Dem Licht entgegen (de)
- 1918 : Lebendig tot
- 1918 : Agnes Arnau und ihre drei Freier
- 1918 : Doktor Palmore. Der schleichende Tod
- 1918 : Arme Lena!
- 1918 : Vor den Toren des Lebens
- 1918 : Der Weg, der zur Verdammnis führt. 1. Das Schicksal der Aenne Wolter
- 1919 : Moral und Sinnlichkeit
- 1919 : Satanas
- 1919 : Freie Liebe
- 1919 : Die graue Frau von Alençon
- 1919 : Das Raritätenkabinett
- 1919 : Baccarat
- 1920 : Die Nacht der Prüfung
- 1920 : Marodeure der Revolution
- 1920 : Die Frau ohne Seele
- 1920 : Der Kammersänger (de)
- 1920 : Der Todfeind
- 1920 : Der Schädel der Pharaonentochter
- 1920 : Mascotte
- 1920 : Entblätterte Blüten
- 1920 : Die Notheirat
- 1921 : Der Dämon von Kolno
- 1921 : Die Sünden der Mutter
- 1921 : Gevatter Tod
- 1922 : Revanche
- 1922 : Der Dämon des Grand Hotel Majestic
- 1922 : Sodome et Gomorrhe
- 1922 : Der hinkende Teufel
- 1924 : Muß die Frau Mutter werden?
- 1925 : Die Brücke der Verzweiflung
- 1931 : Gefahren der Liebe
- 1931 : Der Herzog von Reichstadt
- 1933 : Das Tankmädel